# Mission: Impossible – Dead Reckoning Teil Eins
Mission: Impossible – Dead Reckoning Teil Eins (Originaltitel: Mission: Impossible – Dead Reckoning Part One), nach Umbenennung nur noch Mission: Impossible – Dead Reckoning, ist ein US-amerikanischer Actionfilm von Regisseur Christopher McQuarrie, der am 12. Juli 2023 in die US-amerikanischen und am darauffolgenden Tag in die deutschen Kinos kam. Es handelt sich um den siebten Teil der Mission-Impossible-Filmreihe und um die Fortsetzung zu Mission: Impossible – Fallout aus dem Jahr 2018, in der Tom Cruise erneut die Hauptrolle des IMF-Agenten Ethan Hunt übernahm.
Die Produktion von Dead Reckoning Teil Eins wurde erheblich durch die COVID-19-Pandemie beeinflusst. Dies hatte neben Verzögerungen bei den Dreharbeiten auch mehrmalige Verschiebungen des Kinostarts sowie einen drastischen Anstieg der Produktions- und Vertriebskosten auf bis zu 400 Millionen US-Dollar zur Folge. Nach Veröffentlichung erhielt der Film fast durchweg positive Kritiken und spielte an den Kinokassen weltweit rund 570 Millionen US-Dollar ein.
Die direkte Fortsetzung Mission: Impossible – The Final Reckoning kam im Mai 2025 in die Kinos.

## Handlung
In der Beringsee testet das russische U-Boot Sewastopol seine neue, von einer KI gesteuerte Tarnkappentechnik. Als vermeintlich ein US-amerikanisches U-Boot auf dem Sonar erscheint und einen Torpedo abfeuert, erwidert die Sewastopol den Angriff. Nur wenig später verschwindet das feindliche Schiff spurlos vom Sonar, woraufhin der Kapitän der Sewastopol den Angriff abbricht. Der abgefeuerte Torpedo kehrt jedoch um, lässt sich nicht mehr steuern und schlägt in das U-Boot ein, wodurch die Sewastopol versenkt wird und die gesamte Besatzung zu Tode kommt.
In Amsterdam erhält der IMF-Agent Ethan Hunt vom CIA-Direktor Eugene Kittridge den geheimen Auftrag, die abtrünnige MI6-Agentin Ilsa Faust in der Arabischen Wüste ausfindig zu machen. In ihrem Besitz befindet sich laut Kittridge die eine Hälfte eines mysteriösen Schlüssels, den Ethan sicherstellen und der CIA übergeben soll. Da der Nachrichtendienst-Direktor zeitgleich auch ein hohes Kopfgeld auf die Flüchtige ausgesetzt hat, bekommt es Ethan auf seiner Mission mit weiteren Söldnern zu tun. Während eines aufziehenden Sandsturms können Ethan und Ilsa die Kopfgeldjäger ausschalten. Ethan bringt die Schlüsselhälfte in seinen Besitz und täuscht den Tod von Ilsa vor, um sie aus dem Schussfeld der Nachrichtendienste zu nehmen.
Bei der geplanten Übergabe mit Kittridge erfährt Ethan, dass der Schlüssel zu einer neuen weltweiten Bedrohung gehört: Die „Entität“ ist eine sich selbst weiterentwickelnde künstliche Intelligenz mit unbekannten Zielen, die ein Bewusstsein entwickelt hat und sich in die Sicherheitssysteme sämtlicher Geheimdienste der Welt hacken konnte. Mithilfe des Schlüssels könnte die Entität vernichtet werden, doch Kittridge möchte sie, ebenso wie die Geheimdienste anderer Staaten, stattdessen unter seine Kontrolle bringen und mit ihrer Hilfe zukünftig die Ziele der Vereinigten Staaten durchsetzen. Da Ethan diese Pläne nicht unterstützen kann, wendet er sich mitsamt der Schlüsselhälfte vom IMF ab und kontaktiert seine Mitstreiter Benji Dunn und Luther Stickell.
Am Flughafen Abu Dhabi möchte das Trio einen Käufer des Schlüssels ködern, um so möglicherweise in den Besitz der zweiten Schlüsselhälfte zu gelangen. Die Operation gestaltet sich als schwierig, da Kittridge mittlerweile die Agenten Jasper Briggs und Theo Degas mit ihrem Team darauf angesetzt hat, Ethan festzunehmen und an die Vereinigten Staaten auszuliefern. Auf dem Flughafengelände kommt der IMF-Agent in Kontakt mit der britischen Diebin Grace, die von einer unbekannten Quelle auf Ethans Schlüsselhälfte angesetzt wurde. Um den vermeintlichen Käufer zu überwältigen, gehen beide eine Zweckgemeinschaft ein, doch der Käufer wurde bereits ermordet und Grace hintergeht Ethan, nimmt den Schlüssel an sich und flüchtet in einem Flugzeug nach Rom.
Ethan folgt seiner neuen Bekanntschaft und macht Grace auf einer italienischen Polizeistation ausfindig, wo die international gesuchte Diebin festgehalten wird. Sich als ihr Anwalt ausgebend, kann er die junge Frau aus dem Gewahrsam befreien, doch die Tarnung fliegt schon bald auf, woraufhin es zu einer Verfolgungsjagd durch die italienische Hauptstadt kommt. Ethan und Grace werden dabei neben der italienischen Polizei und den Agenten Briggs und Degas auch von einer unbekannten vierten Partei verfolgt, der die mysteriöse Französin Paris vorsteht. Nachdem Ethan ein weiteres Mal von Grace hintergangen wurde, die sich mit der Schlüsselhälfte nach Venedig absetzt, wird der IMF-Agent von Benji, Luther und Ilsa eingesammelt. Die abtrünnige MI6-Agentin eröffnet der Gruppe, dass Paris eine Anhängerin des Schurken Gabriel ist, der wiederum mit der Entität zusammenarbeitet. Gabriel tötete einst Ethans Freundin Marie, was Hunt vor 30 Jahren überhaupt erst zum IMF brachte, und verantwortete auch eine Störaktion am Flughafen von Abu Dhabi, wo er den vermeintlichen Käufer der Schlüsselhälfte tötete und eine falsche Bombe deponierte, um Ethans Team abzulenken.
In Venedig entpuppt sich Grace’ geheime Auftraggeberin als die berüchtigte Waffenhändlerin Alanna Mitsopolis, die selbst im Besitz der zweiten Hälfte des Schlüssels ist. Die „Weiße Witwe“ möchte das Objekt an den Meistbietenden verkaufen und ist auch einem Geschäft mit Gabriel nicht abgeneigt. Gabriel stellt Ethan vor die Wahl, welche von beiden Frauen – Ilsa oder Grace – er töten soll. Ethan sabotiert die Übergabe, wird jedoch von der Entität in einen Hinterhalt gelockt und dadurch abgelenkt. Gleichzeitig kommt es zum Kampf zwischen Gabriel und Grace sowie im weiteren Verlauf zwischen Gabriel und Ilsa, an dessen Ende die MI6-Agentin durch einen Messerstich getötet wird. Grace fühlt sich aufgrund ihrer Verwicklung schuldig und schließt sich Ethan, Benji und Luther auf ihrer Mission an, Gabriel zu stoppen. Da dieser als einziger den Verwendungsort des Schlüssels kennt, wird Ethan durch Luther verdeutlicht, dass Gabriel trotz seiner Taten auf keinen Fall sterben dürfe. Luther zieht sich im Anschluss aus der Gruppe zurück, um weitere Nachforschungen über die Entität anzustellen.
Das nun aus Ethan, Grace und Benji bestehende Team plant, die Übergabe der Schlüsselhälften durch Alanna an den Käufer am nächsten Tag im Orient-Express nach Innsbruck zu infiltrieren. In den österreichischen Alpen springt Ethan mit dem Motorrad über eine Klippe und gelangt mittels Fallschirm in den Zug. In diesem soll sich Grace mittels einer Maske als die Weiße Witwe ausgeben, um so den Verkauf des Schlüssels verhindern zu können. Auch Gabriel und Paris sind vor Ort, um das Objekt an sich zu nehmen und so die Entität zu schützen. Als Käufer stellt sich überraschenderweise CIA-Direktor Kittridge heraus, der angibt, dass die Entität von den Vereinigten Staaten selbst entwickelt wurde, allerdings aus dem Ruder gelaufen und unkontrollierbar geworden sei. Gabriel bringt Kittridges ebenfalls anwesenden Vorgesetzten DNI Denlinger um, der eine Allianz mit der Entität formen und so die Welt beherrschen wollte, und verwundet auch seine Gefolgsfrau Paris: Diese wurde zuvor im Kampf von Ethan verschont, weshalb Gabriel ihr nicht mehr vertraut, da er annimmt, bald von ihr hintergangen zu werden.
Grace kann den gesamten Schlüssel in ihren Besitz bringen und lässt das Geschäft mit Kittridge platzen. Gleichzeitig kommt es auf dem Dach des Zuges zum Kampf zwischen Ethan und Gabriel. Trotz Luthers Warnung versucht der IMF-Agent, den Mörder von Marie und Ilsa umzubringen, wird allerdings von den eintreffenden Briggs und Degas an seinem Vorhaben gehindert und kann Gabriel den Schlüssel entwenden. Gabriel, der zuvor die Lokführer getötet und die Bremsen des Zuges zerstört hat, springt vom Zug und sprengt eine vorausliegende Eisenbahnbrücke, auf die die Bahn zusteuert. Ethan und Grace können daraufhin gemeinsam die Lokomotive abkoppeln, fliehen aus den nacheinander abstürzenden Zugwaggons Richtung Zugende, drohen aber selbst mit den Wagen in den Abgrund zu fallen. In letzter Sekunde werden beide von Paris gerettet, woraufhin sich Ethan mit einem Fallschirm der Festnahme durch Briggs und Degas entzieht. Gemeinsam mit Benji macht sich der IMF-Agent zum Verwendungsort des Schlüssels auf: das gesunkene U-Boot Sewastopol.

## Produktion

### Entstehung und Besetzung
Nach dem finanziellen Erfolg von Mission: Impossible – Fallout trafen sich Hauptdarsteller Tom Cruise und Regisseur Christopher McQuarrie noch im Jahr 2018 mit dem damaligen Paramount-CEO Jim Gianopulos in London, um ihm Ideen für zwei weitere Mission-Impossible-Filme zu pitchen. Obwohl zu diesem Zeitpunkt noch keine Drehbücher geschrieben waren, konnte Paramount von den Fortsetzungen überzeugt werden. Daraufhin wurden Mission: Impossible 7 und Mission: Impossible 8 mit Regisseur McQuarrie und Ethan-Hunt-Darsteller Cruise im Januar 2019 vom Filmstudio offiziell angekündigt. Als Grund für die Produktion von gleich zwei Fortsetzungen wurde die Ambition von McQuarrie genannt, jeder Figur einen persönlichen Handlungsbogen zu geben, was zu viel für einen einzelnen Film gewesen wäre.
Zu den wiederkehrenden Darstellern aus vorherigen Filmen zählen Rebecca Ferguson, Simon Pegg, Ving Rhames, Vanessa Kirby und Frederick Schmidt in ihren Rollen als Ilsa Faust, Benji Dunn, Luther Stickell, Alanna Mitsopolis und Zola Mitsopolis. Außerdem ist Henry Czerny nach Mission: Impossible aus dem Jahr 1996 erneut als Eugene Kittridge zu sehen. Über Czernys Verpflichtung äußerte sich McQuarrie, er habe schon früh gewusst, dass es durch den Ton und die Form des Films Platz für einen Auftritt von Kittridge gebe, woraufhin Czerny zugesagt habe. Ursprünglich kündigte auch Angela Bassett ihre Rückkehr als Erika Sloane an; konnte aufgrund der COVID-19-Pandemie allerdings nicht an den Dreharbeiten teilnehmen. Darüber hinaus soll Regisseur McQuarrie auch die letztendlich verworfene Option erwogen haben, die toten Figuren von Alec Baldwin und Henry Cavill durch Flashbacks auftreten zu lassen.
Als erster Neuzugang wurde Hayley Atwell im September 2019 für die weibliche Hauptrolle verpflichtet. In Vorbereitung auf die Dreharbeiten absolvierte die Schauspielerin ein fünfmonatiges Stunt-Training und erlernte Mixed Martial Arts, Taschendiebstahl sowie das Driften. McQuarrie beschrieb die von ihr verkörperte Diebin Grace als „zerstörerische Naturgewalt“, die die Loyalität der einzelnen Teammitglieder testen, sich aber grundlegend von anderen weiblichen Charakteren der Reihe unterscheiden sollte. Als Gegenspieler von Ethan Hunt wurde zunächst Nicholas Hoult gecastet, der später allerdings aufgrund von Terminproblemen im Zusammenhang mit der COVID-19-Pandemie durch Esai Morales ersetzt wurde. Ende 2019 bestätigte McQuarrie, dass sowohl Pom Klementieff als auch Shea Whigham in beiden Filmen einen Auftritt haben werden. Später wurde die Besetzung durch Mark Gatiss, Indira Varma, Cary Elwes, Rob Delaney, Charles Parnell, Greg Tarzan Davis und Mariela Garriga abgerundet.

### Dreharbeiten

#### Aufnahmen während der Pandemie

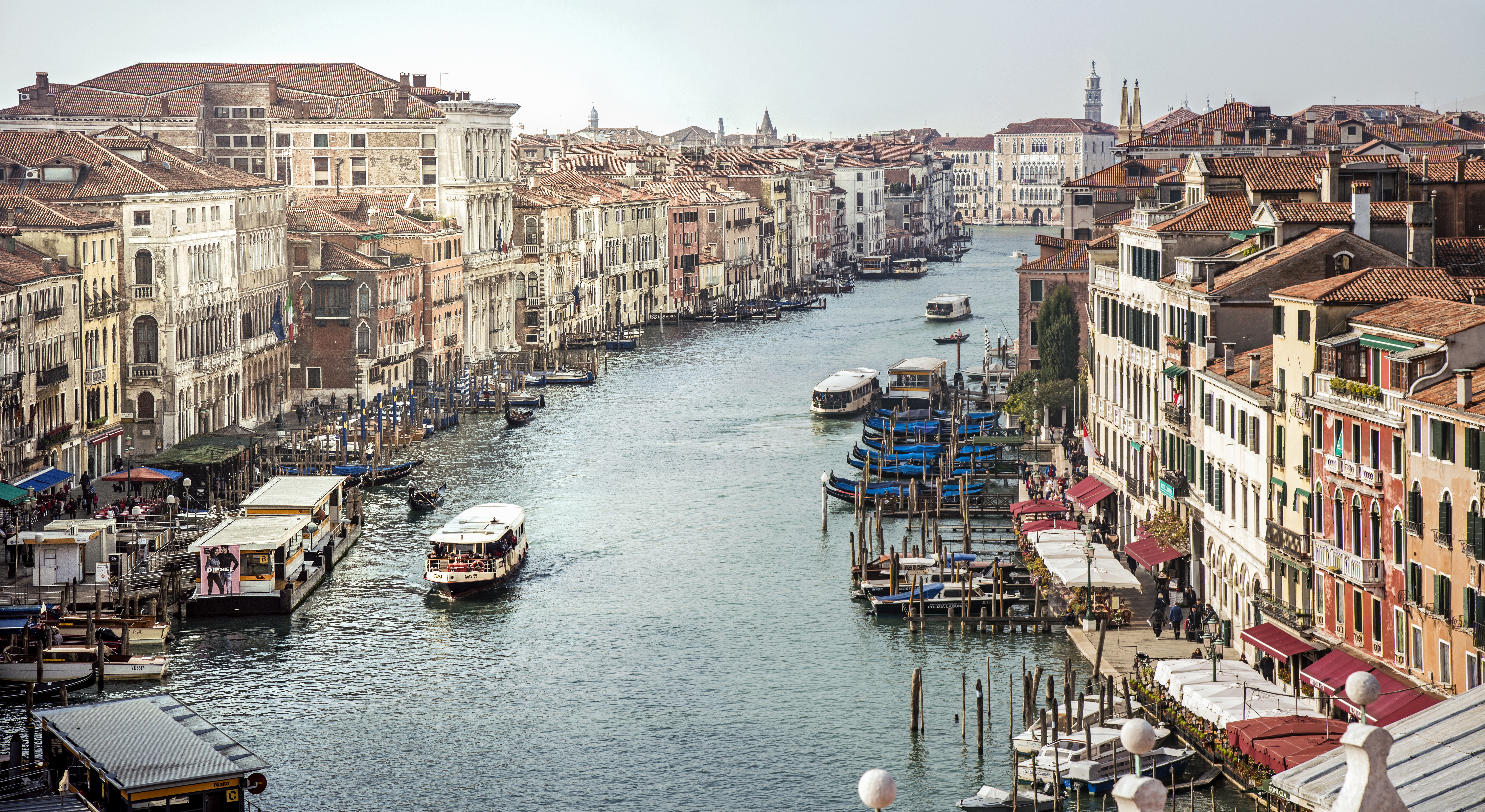
In Venedig diente der Canal Grande als Kulisse.

Die Dreharbeiten, welche ursprünglich back to back mit denen des achten Teils erfolgen sollten, sollten am 26. Februar 2020 in Venedig unter dem Arbeitstitel Libra beginnen. Erste Testaufnahmen entstanden bereits in den Tagen zuvor auf dem Canal Grande und rund um den Rio Priuli. Als Kameramann fungierte Fraser Taggart, der an beiden Vorgängerfilmen als Second-Unit-Regisseur mitwirkte. Im Unterschied zu vorherigen Teilen drehte er mit Digitalkameras und nicht auf 35-mm-Film, um eine typische Hollywood-Ästhetik zu vermeiden und stattdessen ein eher grobkörniges Bild zu erzeugen. Dafür verwendet Taggert ein Objektiv der Panavision C Series, das bereits bei einigen Szenen im ersten Teil zum Einsatz kam. Die Aufnahme mit Digitalkameras ermöglichte zudem längere Einstellungen, was insbesondere in aufwendig choreografierten Actionszenen von Vorteil war.
Zwei Tage vor dem offiziellen Drehbeginn wurde vermeldet, dass die Lokalregierung aufgrund der Coronavirus-Epidemie in Italien ein Versammlungsverbot für Venedig ausgesprochen hat, was die geplanten Filmaufnahmen miteinschloss. Die für die Stadt vorgesehenen dreiwöchigen Dreharbeiten wurden daraufhin abgesagt und das Filmteam teilweise ausgeflogen. Innerhalb von 72 Stunden entwickelten die Verantwortlichen einen Notfallplan, um die Vorproduktion nicht unterbrechen zu müssen. So wurden die Dreharbeiten im Anschluss kurzzeitig nach Rom verlegt, ehe man auch dort die Filmaufnahmen pandemiebedingt am 9. März 2020 abbrechen musste. Die Zwangspause wurde schließlich dazu genutzt, in London Stuntvorrichtungen zu testen.
Im Juli 2020 wurden die Dreharbeiten in London fortgesetzt, nachdem die britischen Behörden der Produktion eine Sondergenehmigung erteilt hatten, die den Beteiligten das Überspringen der obligatorischen 14-Tage-Quarantäne nach Einreise ermöglichte. Auch die norwegische Regierung erteilte eine entsprechende Genehmigung; das Filmteam musste sich im Gegenzug allerdings vollkommen von der Öffentlichkeit isolieren. Aus diesem Grund mietete Cruise selbst für 700.000 US-Dollar ein Schiff der Hurtigruten, das im Hafen des Ortes Hellesylt als abgeschottetes Hotel diente. Wegen der Hygienemaßnahmen am Set mussten sich einige Darsteller zu dieser Zeit selbst schminken. Aufnahmen entstanden im September 2020 im Nordwesten Norwegens, so unter anderem in Møre og Romsdal. Anfang Oktober wurde die Produktion auf der Skandinavischen Halbinsel abgeschlossen und nach Rom verlagert, wo man unter anderem auf der Via dei Fori Imperiali zwischen dem Kolosseum und der Piazza Venezia nahe dem Monumento a Vittorio Emanuele II eine Verfolgungsjagd mit einem BMW M5 und einem Fiat Nuova 500 drehte. Weitere Aufnahmen entstanden rund um die Engelsburg, in Monti und an weiteren Orten im historischen Stadtkern. Von Ende Oktober bis Anfang November 2020 wurden die Anfang des Jahres begonnenen Dreharbeiten in Venedig fortgesetzt, ehe Mitte des Monats weitere Aufnahmen in Rom erfolgten. Die Dreharbeiten in Italien mussten zweimal aufgrund von positiven SARS-CoV-2-Tests am Set unterbrochen werden.

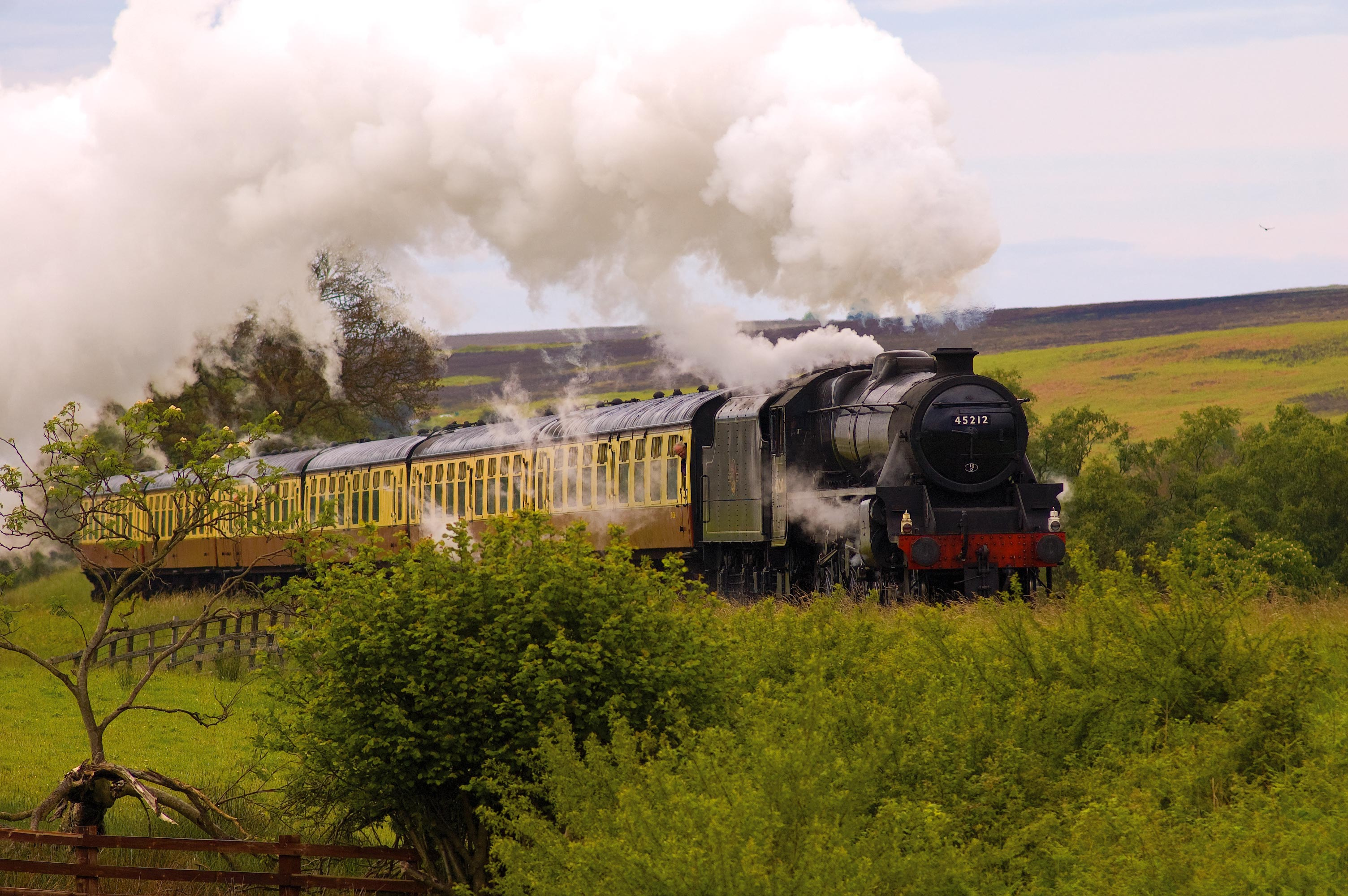
Die North Yorkshire Moors Railway

Anfang Dezember 2020 kehrte die Produktion in die Warner Bros. Studios, Leavesden zurück, woraufhin sie Ende des Monats in die Longcross Studios in Surrey verlagert wurde. Wegen Hygieneverstößen am Set verließ der zu dieser Zeit verantwortliche Produzent Jake Myers das Filmprojekt. Nur wenig später mussten die Dreharbeiten im Februar 2021 aufgrund eines drastischen Anstiegs der Corona-Fallzahlen in London zum insgesamt fünften Mal unterbrochen werden. Stattdessen wurde für zwei Tage am Flughafen Abu Dhabi sowie im Qasr Al Sarab Desert Resort nahe Abu Dhabi gedreht, ehe die Beteiligten nach ihrer Rückkehr ins Vereinigte Königreich in zehntägige Quarantäne mussten. Im März 2021 erfolgten fünftägige Aufnahmen auf der RAF Mildenhall bei Mildenhall. Für beide Termine wurde das United States Marine Corps angefragt, ob es etwa ein Dutzend voll ausgerüstete Soldaten für die Dreharbeiten zur Verfügung stellen könnte. In den Vereinigten Arabischen Emiraten kamen zudem zwei MV-22B-Flugzeuge zum Einsatz. Im Folgemonat wurde im britischen Dorf Levisham mit der North Yorkshire Moors Railway gedreht. Der ursprüngliche Plan, die Filmaufnahmen spätestens bis Mai 2021 abzuschließen, konnte nicht eingehalten werden; stattdessen kam es im Juni 2021 zu einer siebten Unterbrechung aufgrund von positiven SARS-CoV-2-Tests. Weitere Aufnahmen entstanden im August 2021 in Birmingham, ehe die Dreharbeiten im September 2021 abgeschlossen wurden. Sowohl Regisseur Christopher McQuarrie als auch Hauptdarsteller Tom Cruise sollen im Zuge der Produktion an COVID-19 erkrankt sein; McQuarrie musste dabei sogar in einem Londoner Krankenhaus stationär behandelt werden.

Durch die zahlreichen Unterbrechungen, die gestiegene Inflation und andere pandemiebedingte Faktoren überschritt das Budget für Mission: Impossible 7 die Marke von 290 Millionen US-Dollar. Hauptdarsteller Cruise soll deshalb Paramount-CEO Brian Robbins um eine Erhöhung des Etats gebeten haben, um beide Filme fertigstellen zu können. Das Filmstudio selbst hatte eine Versicherung in Höhe von 100 Millionen US-Dollar abgeschlossen, die mögliche Mehrkosten hätte tragen sollen; ausgezahlt wurden zunächst allerdings lediglich fünf Millionen. Co-Produzent Skydance lehnte es gleichzeitig ab, die vertraglich festgelegte Budget-Obergrenze zu überschreiten, weshalb allein Paramount rund 50 Millionen US-Dollar an Mehrkosten tragen musste. Erst nach einer Klage gegen die verantwortliche Versicherung Chubb wurden im September 2023 weitere 71 Millionen US-Dollar ausgezahlt.

#### Stunts und Brücken-Kontroverse
Noch vor Beginn der Dreharbeiten kündigte Regisseur Christopher McQuarrie an, dass Mission: Impossible 7 drei große Stunts von Hauptdarsteller Tom Cruise beinhalten werde, für die der Schauspieler intensiv trainiert habe und die selbst die Helikopterverfolgungsjagd aus Mission: Impossible – Fallout in den Schatten stellen würden. So drehte Cruise zusammen mit Hayley Atwell und Esai Morales zunächst in Norwegen und später in Derbyshire Szenen auf dem Dach eines mit fast 100 km/h fahrenden Zuges, wofür man der norwegischen Regierung unter anderem ein umfangreiches Sicherheitskonzept vorlegen musste. Innenaufnahmen entstanden in einem speziell für die Filmaufnahmen angefertigten Zug über einen Zeitraum von fast einem Jahr, da jeder Waggon einzeln gebaut und gefilmt werden musste. Im späteren Verlauf der Produktion wurden auch Szenen mit einem U-Boot in den Film aufgenommen.
Im norwegischen Ort Hellesylt sprang Cruise mit einem Motorrad über eine Rampe ab, warf die Maschine in der Luft weg und öffnete daraufhin innerhalb eines Zeitfensters von sechs Sekunden einen Fallschirm. In Vorbereitung auf diese Szene absolvierte der Schauspieler rund 500 Fallschirmsprünge – davon bis zu 30 an einem Tag – und probte auf einer errichteten Rundstrecke über 13.000 Mal den korrekten Absprung mit dem Motorrad. Cruise selbst nannte die Aktion den gefährlichsten Stunt, den er jemals absolviert hätte. Insgesamt führte er den Sprung acht Mal aus. Der Stunt wurde bereits am Drehbeginn ausgeführt, um die Mehrkosten bei einer Verletzung oder dem möglichen Ableben von Cruise so gering wie möglich zu halten. Für eine spätere Speed-Flying-Szene kam ein zweiter Paragleiter zum Einsatz, der Cruise in der Luft verfolgte und an dessen Gleitschirm zwei Kameras befestigt waren, die man von einem Helikopter aus steuerte.

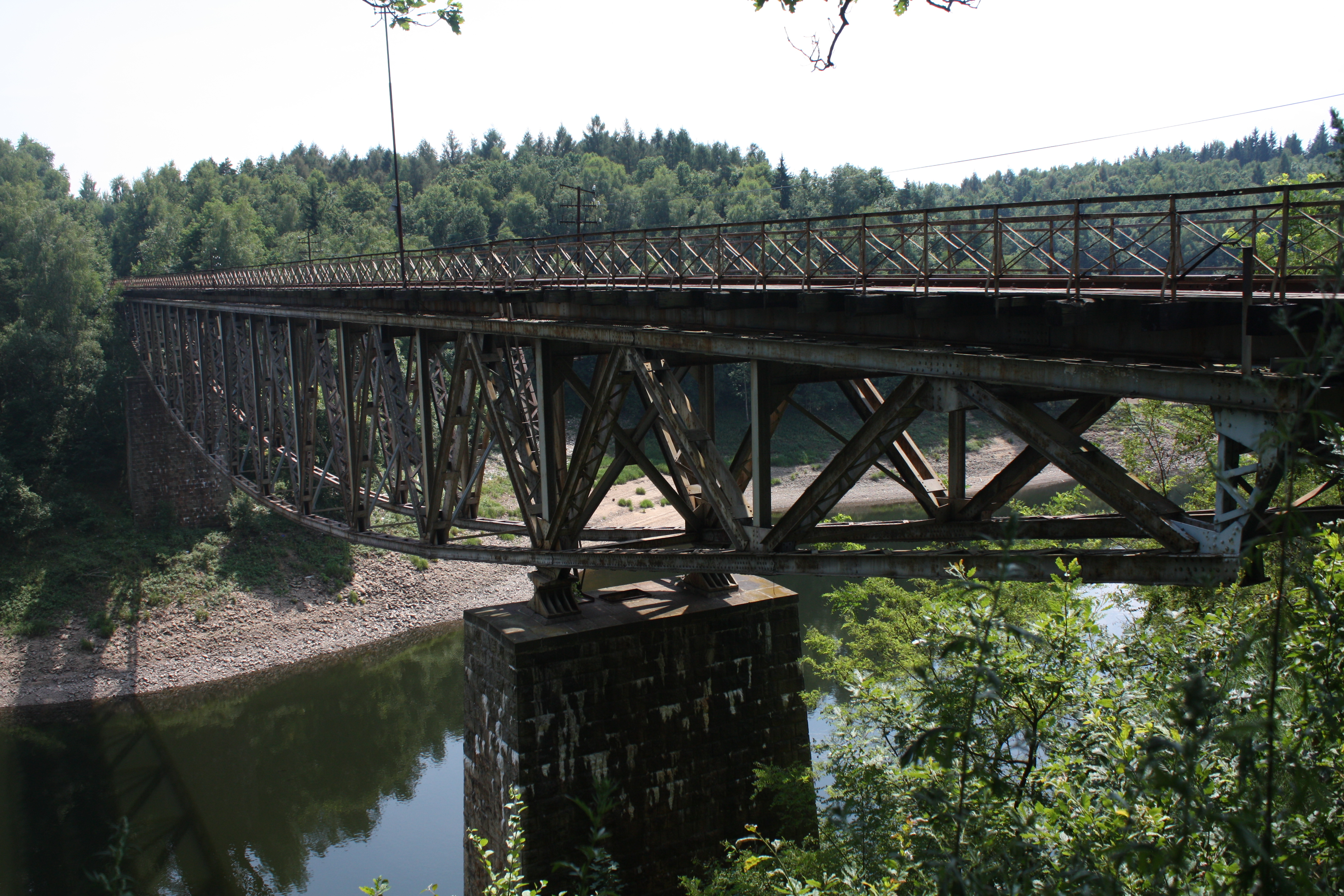
Von der Beschädigung dieser polnischen Brücke wurde nach Protesten abgesehen.

Für eine in der Schweiz spielende Szene, in der ein Zug über eine zerstörte Brücke fahren sollte, erteilte die Schweizer Regierung keine Drehgenehmigung. Das anschließende Vorhaben der Filmproduktion, stattdessen angeblich eine über 100 Jahre alte und seit 2016 stillgelegte Eisenbahnbrücke nahe dem polnischen Dorf Pilchowice für die Dreharbeiten zu sprengen, sorgte für internationales Aufsehen. Insbesondere die lokale Bevölkerung protestierte gegen die Zerstörung des in ihren Augen nationalen Denkmals und wurde bei ihrem Anliegen von polnischen Regierungsbeamten und Lokalpolitikern unterstützt. Mehrfach wurde dabei die Frage geäußert, warum in Zeiten einer fortgeschrittenen Filmtechnik keine Spezialeffekte oder Computeranimationen für solche Szenen genutzt werden würden.
Der stellvertretende polnische Kulturminister Paweł Lewandowski, dessen Ministerium die Pläne zuvor genehmigt hatte, argumentierte, die Brücke habe keinerlei kulturellen Wert und solle sowieso nur zu einem kleinen Teil zerstört werden. Andere Quellen berichteten hingegen, das Vorhaben sollte die komplette Zerstörung der Brücke und einen anschließenden Neubau umfassen. Die Woiwodschaft Niederschlesien entgegnete, die Brücke sei Bestandteil von Restaurierungsplänen und solle in den kommenden Jahren den Betrieb wiederaufnehmen, weshalb eine Beschädigung verhindert werden müsse. Nach einer Bürgerpetition mit über 15.000 Unterschriften und der Erklärung der Brücke zum Denkmal wurde von dem Vorhaben schließlich abgesehen. Regisseur Christopher McQuarrie sprach später von einem Missverständnis und bestritt, dass es konkrete Pläne für eine weitere Beschädigung der Überführung gegeben hätte. Stattdessen wollte man nur die bereits sanierungswürdigen Teile der Brücke für die Dreharbeiten benutzen, welche sowieso hätten erneuert werden müssen.
Die besagte Eisenbahnszene wurde letztendlich in Derbyshire, England realisiert. Im stillgelegten Darlton Steinbruch im Dorf Stoney Middleton wurden über fünf Monate hinweg Gleise und Teile einer Brückenkonstruktion errichtet. Außerdem wurde die Sohle des Steinbruches ausgehoben, um eine mit Wasser gefüllte Grube am Boden anzulegen. Im August 2021 wurden schließlich Szenen gedreht, wie eine Lokomotive über die zuvor errichtete Rampe fährt und im Anschluss mehrere Dutzend Meter in den Steinbruch hinabfällt.

### Filmmusik und Postproduktion

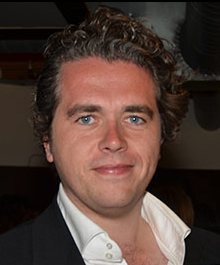
Filmkomponist Lorne Balfe

Wie beim Vorgängerfilm Mission: Impossible – Fallout war für die Filmmusik der schottische Komponist Lorne Balfe verantwortlich, der über einen Zeitraum von fast drei Jahren am Score arbeitete. Erneut griff er dabei auf das von Lalo Schifrin komponierte, ikonische Titelthema aus der Fernsehserie Kobra, übernehmen Sie zurück, das unter anderem im Vorspann zu hören ist. Für die restliche Filmmusik verwendete Balfe deutlich düstere Akkordfolgen und nutzte dabei unter anderem Kompositionen von Sergei Wassiljewitsch Rachmaninow und Igor Strawinsky als Inspiration. Insgesamt schrieb der Filmkomponist über 14 Stunden Filmmusik, die mit über 555 lokalen Musikern aus ganz Europa aufgenommen wurde. So kamen Instrumentalisten aus Rom, Wien, Venedig und London zum Einsatz; ebenso arbeitete Balfe mit dem Top Secret Drum Corps aus der Schweiz zusammen.
Das aus 39 Musikstücken bestehende Soundtrack-Album wurde am 12. Juli 2023 digital über Sony Classical veröffentlicht. Eine CD-Version erschien am 25. Juli 2023 bei La-La Land Records.
Als Filmeditor fungierte zum dritten Mal Eddie Hamilton, der zunächst einen rund vierstündigen Rohschnitt anfertigte. So war bspw. die finale Zugsequenz ursprünglich fast anderthalb Stunden lang, wurde von Hamilton nach Testvorführungen allerdings auf 50 Minuten heruntergekürzt. Dem Schnitt fiel auch eine dritte Masken-Enthüllung zu Beginn des Films zum Opfer, da diese kaum einen Bedeutung für die übergeordnete Geschichte hatte; ebenso wurde ein alternatives Ende verworfen, bei dem Grace das IMF zum Schluss hintergeht. An anderen Stellen ließ der Filmeditor einzelne Szenen bewusst länger, um die Emotionalität des Films nicht einem höheren Erzähltempo zu opfern.
Für die visuellen Effekte zeichnete Industrial Light & Magic verantwortlich. Ursprüngliche Pläne sahen vor, dass Hauptdarsteller Tom Cruise und Julia Roberts für eine Eröffnungsszene digital um 30 Jahre verjüngt werden sollten. Regisseur Christopher McQuarrie verwarf diese Vorhaben letztendlich jedoch nicht nur aus Kostengründen, sondern wollte den Fokus des Publikums weiterhin auf der Geschichte halten und nicht auf die für den Film verwendete Technik legen.

### Marketing und Veröffentlichung
Ein erster Teaser zum Film wurde Ende April 2022 zusammen mit dem offiziellen Originaltitel Mission: Impossible – Dead Reckoning Part One exklusiv auf der CinemaCon vorgestellt. Am 23. Mai 2022 wurde der zweiminutige Spot auch im Internet veröffentlicht, nachdem zwei Tage zuvor bereits einzelne Ausschnitte geleakt wurden. Der offizielle Trailer folgte am 17. Mai 2023.
Die Weltpremiere erfolgte am 19. Juni 2023 im Auditorium Conciliazione in Rom. Mission: Impossible 7 sollte ursprünglich am 23. Juli 2021 in die US-amerikanischen Kinos kommen. Aufgrund der COVID-19-Pandemie und anderen Produktionsverzögerungen wurde der US-Starttermin allerdings mehrere Male nach hinten verschoben, so zunächst auf den 19. November 2021, dann auf den 27. Mai 2022, im Anschluss auf den 30. September 2022 und schließlich auf den 12. Juli 2023. Für die letzte Verschiebung soll nicht zuletzt auch Hauptdarsteller und Produzent Tom Cruise verantwortlich gewesen sein, der noch vor der Veröffentlichung von Mission: Impossible 7 auch den achten Teil abdrehen wollte. So sollte sichergestellt werden, dass beide Filme nahtlos mit einem Cliffhanger ineinander übergehen. Der deutsche Kinostart erfolgte am Tag darauf; eine Veröffentlichung in China am 14. Juli 2023.
Ursprüngliche Pläne sahen vor, dass der Film nur 45 Tage nach dem US-Kinostart auch auf Paramount+ verfügbar sein sollte. Diese Ankündigung verärgerte insbesondere Cruise, der seine Anwälte einschaltete und gegen Paramount vorgehen ließ. Hintergrund soll sein vertraglich festgelegter Anteil am Einspielergebnis sein, das er aufgrund eines durch eine zeitnahe Streamingpremiere verursachten, möglichen Zuschauerrückgangs gefährdet sah. Später wurde dieses Vorhaben verworfen. Der digitale Heimkinostart erfolgte in den Vereinigten Staaten stattdessen erst am 10. Oktober 2023, ehe der Film am 31. Oktober 2023 auch auf DVD und Blu-ray erschien.
Im Rahmen der Veröffentlichung auf Paramount+ am 25. Januar 2024 wurde der Titel des Films auf Mission: Impossible – Dead Reckoning eingekürzt, nachdem zuvor die Umbenennung des achten Teils aufgrund der schwachen Kinoeinnahmen von Dead Reckoning angekündigt wurde.

## Synchronisation
Die deutschsprachige Synchronisation entstand erneut bei Iyuno Germany. Das Dialogbuch stammt von Tobias Neumann, während Clemens Frohmann die Dialogregie verantwortete. Die Rolle des Eugene Kittridge wurde anstelle von Hubertus Bengsch mit Tom Vogt neubesetzt.
| Rolle                  | Schauspieler      | Deutscher Sprecher    |
| ---------------------- | ----------------- | --------------------- |
| Ethan Hunt             | Tom Cruise        | Patrick Winczewski    |
| Grace                  | Hayley Atwell     | Luise Helm            |
| Gabriel                | Esai Morales      | Thomas Schmuckert     |
| Benji Dunn             | Simon Pegg        | Tobias Kluckert       |
| Luther Stickell        | Ving Rhames       | Tilo Schmitz          |
| Ilsa Faust             | Rebecca Ferguson  | Berenice Weichert     |
| Eugene Kittridge       | Henry Czerny      | Tom Vogt              |
| Jasper Briggs          | Shea Whigham      | Frank Röth            |
| Theo Degas             | Greg Tarzan Davis | Jan Makino            |
| Alanna Mitsopolis      | Vanessa Kirby     | Jacqueline Belle      |
| Zola Mitsopolis        | Frederick Schmidt | Nico Sablik           |
| DNI Denlinger          | Cary Elwes        | Viktor Neumann        |
| NRO-Vertreter Richards | Charles Parnell   | Tim Moeseritz         |
| NSA-Vertreter Angstrom | Mark Gatiss       | Stefan Krause         |
| JSOC-Vertreter         | Rob Delaney       | Peter Lontzek         |
| DIA-Vertreterin        | Indira Varma      | Vera Teltz            |
| Kapitän der Sewastopol | Marcin Dorociński | Matthias Scherwenikas |

## Rezeption

### Altersfreigabe
In den Vereinigten Staaten erhielt Dead Reckoning Teil Eins von der MPA aufgrund intensiver Action- und Gewaltsequenzen, der Sprache und suggestivem Bildmaterials ein PG-13-Rating. In Deutschland vergab die FSK eine Freigabe ab 12 Jahren. In der Freigabebegründung heißt es, der Film arbeite mit einem leicht verständlichen Gut-Böse-Schema und stelle positive Figuren in den Mittelpunkt. Es gebe eine Vielzahl rasanter, bildgewaltiger Action- und Kampfszenen, bei denen körperliche Gewalt aber nicht selbstzweckhaft ausgespielt werde. Die realitätsferne Geschichte, die überhöhte Inszenierung und einige ironische Momente würden dabei eine emotionale Distanzierung erleichtern. Zudem böten ruhigere Passagen immer wieder Entlastungsmöglichkeiten.

### Kritiken
Erste Kritikerstimmen nach der Premiere des Films fielen fast ausschließlich positiv aus. Trotz der zweieinhalbstündigen Laufzeit könne Mission: Impossible 7 aufgrund eines hohen Erzähltempos und einer dichten Handlung durchgängig unterhalten, habe hohe Produktionswerte und mit künstlicher Intelligenz einen gelungenen Bösewicht. Die neu eingeführten Charaktere könnten allesamt überzeugen, wobei insbesondere Hayley Atwell als Scene Stealer heraussteche, und auch die Action sei atemberaubend und abwechslungsreich. So stelle Dead Reckoning Teil Eins einen guten Ausgangspunkt für den achten Teil dar, auch wenn sich der Film aufgrund der unabgeschlossenen Handlung nicht ganz so zufriedenstellend wie Mission: Impossible – Fallout anfühle.

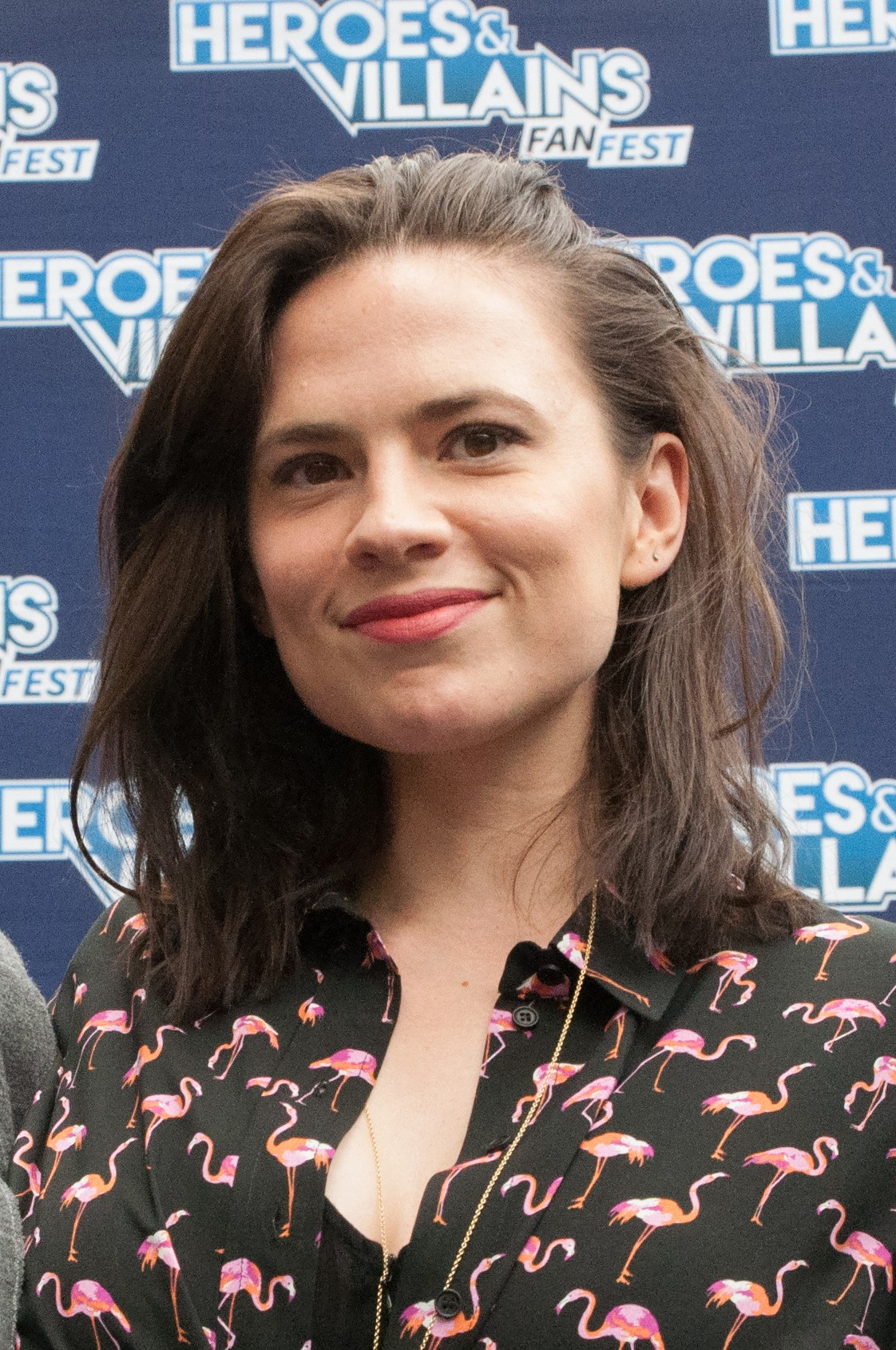
Insbesondere Hayley Atwell erhielt für ihre Darbietung großen Zuspruch.

Von den 427 bei Rotten Tomatoes aufgeführten Kritiken fielen 96 % positiv aus, wobei Dead Reckoning Teil Eins eine durchschnittliche Bewertung von 8 von 10 Punkten erhielt. Das zusammenfassende Fazit der Seite lautet, mit weltbedrohlichen Risiken und epischen Szenen, die zu diesem gewaltigen Titel passen würden, beweise der Film, dass die Mission-Impossible-Reihe vom Publikum auch weiterhin Anerkennung verdiene. Bei Metacritic erhielt die Fortsetzung basierend auf 66 Kritiken einen Metascore von 81 von 100 möglichen Punkten.
Ein durchweg positives Urteil zieht Peter Bradshaw in seiner Filmkritik für den Guardian, für den die Mission-Impossible-Reihe auch mit Dead Reckoning Teil Eins keinerlei Ermüdungserscheinungen zeige. Stattdessen sei die Fortsetzung ein unglaubliches unterhaltsames Spektakel, das neben einer großartigen Stuntarbeit auch mit traditionellen Szenen aus der analogen Ära und einer neuen komödiantischen Komponente überzeugen können. Dabei mache Hauptdarsteller Tom Cruise nach einer spannungsgeladenen Eröffnungsszene in verrückten Verfolgungsjagden und großen Zugszenen eine bessere Figur als jemals zuvor. So sei Dead Reckoning Teil Eins als albern-ernste Mischung ein purer Spaß, wobei die Ambitionen der Reihe, sich jedes Mal aufs Neue zu übertreffen, nur wertgeschätzt werden könne.
Begeistert zeigt sich auch Anna Wollner vom NDR, für die sich Dead Reckoning Teil Eins in Sachen Action mal wieder selbst übertreffe und alles habe, was großes Popcornkino brauche. Mit der nötigen Portion Wahnsinn lasse der 163-minütige Actionfilm den Puls ohne Ermüdung nach oben schnellen und zeige dabei in guter alter Agentenfilm-Manier eine Reise um den gesamten Globus. Auch die Handlung stimme und sei in ihren Thematiken rund um künstliche Intelligenz erschreckend aktuell. So kommt Wollner zu dem Fazit, dass Dead Reckoning Teil Eins nicht nur durch einzelne Actionszenen und das Zusammenspiel der Schauspieler, sondern ebenso durch den Humor, den nötigen Glanz und die Spannung eines Spionage-Thrillers besteche.
Trotz Lob für die elektrisierende Action kritisiert David Rooney vom Hollywood Reporter insbesondere die nur zweitrangige Handlung. Der anhaltende Adrenalinschub sei dabei sowohl die größte Stärke als auch das größte Manko des Films, da Dead Reckoning Teil Eins so mit atemberaubenden Stuntsequenzen, heftigen Kämpfen, Schießereien und rasanten Verfolgungsjagden vollgestopft wäre, dass das Publikum zwar über die gesamte Laufzeit gefesselt werden könne, die eigentliche Geschichte aber zunehmend in den Hintergrund gerate. Die zumeist absolut verwirrende Handlung allein gebe dabei eine Aufteilung auf zwei Filme nicht wirklich her, auch wenn Regisseur und Drehbuchautor Christopher McQuarrie gefühlt die besten Elemente aus Mission: Impossible, James Bond und der Bourne-Filmreihe miteinander vereine und die aktuelle Sorge vor künstlicher Intelligenz geschickt einbaue. Die KI als Gegenspieler wirke dabei durchaus bedrohlich, sei im Film aber an manchen Stellen recht albern umgesetzt. Enttäuschend sei auch die Dysbalance zwischen Geschichte, Spektakel und Figuren, auch wenn insbesondere Hayley Atwell eine fröhlich amoralische Gegenspielerin zu Ethan Hunt darstelle. Generell punkte die Fortsetzung mit einer starken Besetzung, durch die ein paar wirklich emotionale Momente entstehen würden. Insbesondere das leidenschaftliche Engagement von Hauptdarsteller Tom Cruise führe letztendlich auch dazu, dass das Publikum genau das bekomme, was es von einem Mission-Impossible-Film erwarte.
Als eine der wenigen kritischen Stimmen merkt auch Alex Flood von NME an, dass Dead Reckoning Teil Eins bekannten Erzählmustern folgend mit umwerfenden Schauplätzen, beeindruckenden Stunts, gut choreografierten Kämpfen und einem haarsträubenden Sounddesign daherkomme, aber genau dann problematisch werde, wenn sich der Film für schlau halte. Der zentrale Bösewicht sei in Zeiten von ChatGPT längst Realität und müsse daher nicht mehr von zumeist dünn gezeichneten Nebenfiguren bis ins kleinste Detail erklärt werden. Die Fortsetzung funktioniere genau dann am besten, wenn sie so laut und durchgeknallt wie möglich sei, gleite nach einem aufgeblähten ersten Drittel aber zunehmend in eine Reihe von Expositionsszenen ab. Die so entstandene Handlung wirke wie ein „unausgegorener Gehirnfurz von Christopher Nolan“, auch wenn das Finale den Film wieder etwas in die richtige Richtung lenke.

### Einspielergebnis
Innerhalb der ersten fünf Tage nach Veröffentlichung konnte Mission: Impossible – Dead Reckoning Teil Eins mit einem Einspielergebnis von rund 80 Millionen US-Dollar die Spitzenposition der US-amerikanischen Kino-Charts belegen. Auch in Deutschland war die Fortsetzung mit rund 285.000 Kinobesuchern am Startwochenende der meistgesehene Film. Weltweit verzeichnete Dead Reckoning Teil Eins mit Einnahmen in Höhe von rund 235 Millionen US-Dollar den finanziell erfolgreichsten Kinostart innerhalb der Mission-Impossible-Filmreihe, der auch durch eine in vielen Ländern um wenige Tage frühere Veröffentlichung bedingt wurde. Bereits am zweiten Wochenende wurde der Film durch die zeitgleichen Kinostarts der Blockbuster Oppenheimer und Barbie mit einem Einspielergebnis von 19,5 Millionen US-Dollar allerdings auf den dritten Platz der US-amerikanischen Kino-Charts verdrängt.
Die weltweiten Einnahmen aus Kinovorführungen belaufen sich auf 567,54 Millionen US-Dollar, womit Dead Reckoning Teil Eins an den Kinokassen zunächst hinter den Erwartungen zurückblieb. So verzeichnete der Film im nordamerikanischen Raum mit Einnahmen in Höhe von 172 Millionen US-Dollar nach Mission: Impossible III das zweitschlechteste Einspielergebnis innerhalb der Filmreihe. Durch Produktions- und Marketingkosten von fast 400 Millionen US-Dollar wurde stellenweise berichtet, dass der Film selbst bei Einnahmen in Höhe von 600 Millionen US-Dollar für Paramount zum finanziellen Misserfolg werden könnte. Erst durch eine Versicherungsauszahlung im September 2023 wurde Dead Reckoning Teil Eins für das Filmstudio profitabel. In Deutschland verzeichnete die Fortsetzung insgesamt 1.258.895 Kinobesucher, durch die der Film rund 14 Millionen Euro einspielen konnte.

### Auszeichnungen
Art Directors Guild Awards 2024
- Nominierung für das Beste Szenenbild in einem zeitgenössischen Film (Gary Freeman)[109]

British Academy Film Awards 2024
- Nominierung für den Besten Ton (Chris Burdon, James Mather, Chris Munro & Mark Taylor)
- Nominierung für die Besten visuellen Effekte (Alex Wuttke, Simone Coco, Jeff Sutherland & Neil Corbould)

British Film Designers Guild Awards 2024
- Auszeichnung für das Beste Szenenbild in einem Blockbuster (Gary Freeman, Phil Sims & Raffaella Giovannetti)[110]

Chicago Film Critics Association Awards 2023
- Nominierung für den Besten Schnitt (Eddie Hamilton)
- Nominierung für die Besten visuellen Effekte

Critics’ Choice Movie Awards 2024
- Nominierung für die Besten visuellen Effekte

Critics’ Choice Super Awards 2024
- Nominierung als Bester Actionfilm
- Auszeichnung als Bester Schauspieler in einem Actionfilm (Tom Cruise)
- Auszeichnung als Beste Schauspielerin in einem Actionfilm (Rebecca Ferguson)
- Nominierung als Beste Schauspielerin in einem Actionfilm (Hayley Atwell)
- Nominierung als Beste Schauspielerin in einem Actionfilm (Pom Klementieff)[111]

Golden Globe Awards 2024
- Nominierung als Cinematic and Box Office Achievement

Golden Tomato Awards 2024
- Auszeichnung als Bester Action- und Abenteuerfilm[112]

Online Film Critics Society Awards 2024
- Auszeichnung für die Beste Stuntkoordination
- Nominierung für die Besten visuellen Effekte[113]

Oscarverleihung 2024
- Nominierung für die Besten visuellen Effekte (Alex Wuttke, Simone Coco, Jeff Sutherland & Neil Corbould)
- Nominierung für den Besten Ton (Chris Munro, James H. Mather, Chris Burdon & Mark Taylor)

People’s Choice Awards 2024
- Nominierung als Bester Actionfilm
- Nominierung als Bester Darsteller (Tom Cruise)
- Nominierung als Bester Darsteller in einem Actionfilm (Tom Cruise)[114]

Satellite Awards 2023
- Nominierung für die Beste Kamera (Fraser Taggart)
- Auszeichnung für die Besten visuellen Effekte[115]

Saturn-Award-Verleihung 2024
- Auszeichnung als Bester Action- oder Abenteuerfilm
- Nominierung für das Beste Drehbuch (Erik Jendresen & Christopher McQuarrie)
- Nominierung für den Besten Schnitt (Eddie Hamilton)
- Nominierung für die Besten Effekte (Alex Wuttke, Simone Coco, Jeff Sutherland & Neil Corbould)

Screen Actors Guild Awards 2024
- Auszeichnung als Bestes Stuntensemble

VES Awards 2024
- Nominierung für die Besten Spezialeffekte in einem fotorealistischen Spielfilm[116]

## Fortsetzung
Die Fortsetzung Mission: Impossible – The Final Reckoning, die ursprünglich back-to-back produziert werden sollte, kam nach mehreren Verschiebungen am 21. Mai 2025 in die deutschen Kinos. Für die Regie und das Drehbuch ist abermals Christopher McQuarrie zuständig, während Tom Cruise als Protagonist Ethan Hunt zurückkehrt. Beide Dead-Reckoning-Filme wurden ursprünglich als Abschied der Geschichte rund um das IMF und Ende der Mission-Impossible-Filmreihe konzipiert, ehe sich im Sommer 2023 noch vor der Veröffentlichung von Teil eins sowohl Regisseur McQuarrie als auch Hauptdarsteller Cruise für weitere Fortsetzungen offen zeigten.